# Разъезд 37 (Актюбинская область)
Разъезд 37 — упразднённый населённый пункт в Мартукском районе Актюбинской области Казахстана. Ликвидирован в 2012 году. Входил в состав Хлебодаровского (ныне Сарыжарского) сельского округа. Код КАТО — 154661200.

## Население
В 1999 году население разъезда составляло 34 человека (15 мужчин и 19 женщин). По данным переписи 2009 года, в разъезде проживало 36 человек (21 мужчина и 15 женщин).